# Filosofia pop
Filosofia pop (o pop'philosophie, segons l'ortografia original en francès) és un concepte encunyat pel filòsofs Gilles Deleuze durant la dècada del 1970, que va experimentar un interès renovat a principis del segle XXI en el panorama cultural parisenc. La seva única característica estable consisteix en l'afirmació d'una possible connexió entre la filosofia i la cultura pop, entesa aquesta com totes les produccions culturals de masses del món contemporani.

## Idea de Deleuze
A l'origen del concepte de «filosofia pop» hi ha la publicació de L'Anti-Œdipe de Gilles Deleuze i Félix Guattari l'any 1972. La idea d'una filosofia o d'una anàlisi que de l'«era pop» inicialment era només un projecte de Deleuze, que volia escriure un llibre que pogués arribar immediatament al públic no especialitzat i difondre's com la música pop de la dècada del 1960, que va ser escenari d'adhesions col·lectives espectaculars i espontànies tan diverses com el Festival de Woodstock i el Maig francès.

La mateixa idea de la «filosofia pop» obre, doncs, una explicació interna de l'èxit que van trobar les publicacions deleuzianes i guattarianes fora del camp dels especialistes en filosofia i psicoanàlisi. Aquest somni d'un efecte immediat i ingenu dels llibres de filosofia troba la seva justificació en el pensament de Deleuze sobre les intensitats, com es mostra en aquest passatge de la Lettre à un critique sévère (1973), encara sobre L'Anti-Œdipe:
| « | Els que saben poc, els que no estan podrits per la psicoanàlisi, tenen menys problemes i deixen anar allò que no entenen. És per aquest motiu que hem dit que aquest llibre, almenys de dret, està pensat per a joves d'entre quinze i vint anys. […] considerem un llibre com una petita màquina a-significant; l'únic problema és "funciona i com funciona?" […] Aquesta altra lectura és una lectura en intensitat: alguna cosa o passa o no passa. No hi ha res a explicar, res a entendre, res a interpretar. És un tipus de connexió elèctrica. | » |

## Ressorgiment al segle XXI
A l'inici del renovat interès per aquesta noció s'hi troba l'interès mediàtic per les obres d'un jove filòsof, Vincent Cespedes, amb un assaig filosòfic sobre la téléréalité i els xous d'impacte (I Loft You, Mille et Une Nuit, 2001, sobre Loft Story, l'adaptació televisiva francesa de Big brother), un altre sobre la violència urbana (La Cerise sur le Béton. Violences urbaines et libéralisme sauvage, Flammarion, 2002), i Je t'aime. Une autre politique de l'amour (Flammarion, 2003).
El novembre de 2003, un grup de joves filòsofs propers a Alain Badiou va publicar una col·lecció d'estudis dedicats a la dimensió metafísica de la pel·lícula estatunidenca Matrix, obra teixida amb referències filosòfiques més o menys explícites. Més endavant, va aparèixer una sèrie de llibres de filosofia dedicats al cinema comercial o al rock dins de la col·lecció «Philosophie et cinéma» de la llibreria parisenca J. Vrin. També van aparèixer obres més difícils de catalogar, com les del col·lectiu Fresh Théories, vinculat a les exposicions d'art contemporani al Palais de Tokyo que lloaven el «reciclatge cultural».
El 2009, Jacques Serrano va crear un esdeveniment anual a Marsella. La filosofia pop es va convertir, així, en sinònim d'un renovat interès de la intel·lectualitat pels productes culturals populars, interès il·lustrat per la publicació d'Écrivains en séries chez, de Léo Scheer, un recull de contes i testimonis d'humanistes sobre llur cultura televisiva.
Ja no es tracta, doncs, d'apuntar a un lector no especialitzat d'obres filosòfiques, sinó d'oferir a un públic format intel·lectualment obres destinades a tothom, objectes no especialitzats, que s'eleven així al rang de distinció entre l'elit, segons un procés paradoxal però freqüent.